# Jairo Henríquez
Jairo Mauricio Henríquez Ferrufino (ur. 31 sierpnia 1993 w San Salvadorze) – salwadorski piłkarz grający na pozycji bocznego pomocnika w klubie Colorado Springs Switchbacks FC oraz reprezentacji Salwadoru.
Jego brat Alejandro Henríquez również jest piłkarzem.

## Kariera
Henríquez rozpoczynał karierę w salwadorskim klubie Turín FESA F.C. W 2013 roku wyjechał do Meksyku, gdzie reprezentował barwy Tlaxcala FC.  W 2015 powrócił do Salwadoru.  Występował w takich klubach jak: CD FAS, Municipal Limeño, Santa Tecla FC czy AD Chalatenango. Następnie grał w drużynie CD Águila.
W dorosłej reprezentacji Salwadoru 11 lipca 2015 w meczu z Kostaryką. Pierwszą bramkę w kadrze zdobył 14 lipca 2021 przeciwko Trynidadowi i Tobago. Znalazł się w kadrze Salwadoru na Złoty Puchar CONCACAF 2015 i 2021.